# Кингдом, Роджер
Роджер Кингдом (англ. Roger Kingdom; род. 26 августа 1962) — американский легкоатлет, который специализировался в беге на 110 метров с барьерами. Неоднократный победитель чемпионатов США и национальной ассоциации студенческого спорта. Чемпион Олимпийских игр 1984 года с 13,20 (OR*). Обладатель золотой медали Олимпийских игр 1988 года. На Олимпиаде в Сеуле он установил олимпийский рекорд в четвертьфинале, показав результат 13,17, а также в финальном забеге он пробежал дистанцию за 12,98 (OR*). Двукратный чемпион Панамериканских игр в 1983 и 1995 годах. Чемпион мира в помещении 1989 года в беге на 60 метров с барьерами.
Экс-рекордсмен мира в беге на 110 метров с барьерами — 12,92 с.